# Gemeentelijke herindelingsverkiezingen in Nederland 1983
Gemeentelijke herindelingsverkiezingen in Nederland 1983 geeft informatie over tussentijdse verkiezingen voor een gemeenteraad in Nederland die gehouden werden in 1983.
De verkiezingen werden gehouden in 41 gemeenten die betrokken waren bij een herindelingsoperatie of een grenswijziging die op 1 januari 1984 is doorgevoerd.

## Verkiezingen op 21 september 1983
- de gemeente Almere, vanwege de eerste instelling van deze gemeente;[1]
- de gemeente Zeewolde, vanwege de eerste instelling van deze gemeente.[1]

## Verkiezingen op 12 oktober 1983
- de gemeenten Heinenoord, Maasdam, Mijnsheerenland, Puttershoek en Westmaas: samenvoeging tot een nieuwe gemeente Binnenmaas;[2]
- de gemeenten Klaaswaal en Numansdorp: samenvoeging tot een nieuwe gemeente Cromstrijen;[2]
- de gemeenten Goudswaard, Nieuw-Beijerland, Piershil en Zuid-Beijerland: samenvoeging tot een nieuwe gemeente Korendijk.[2]

## Verkiezingen op 19 oktober 1983
- de gemeenten Utingeradeel, Idaarderadeel en Rauwerderhem: samenvoeging tot een nieuwe gemeente Boornsterhem;[3][4]
- de gemeenten Dokkum, Oostdongeradeel en Westdongeradeel: samenvoeging tot een nieuwe gemeente Dongeradeel;[3]
- de gemeenten Barradeel, Franeker en Franekeradeel: samenvoeging tot een nieuwe gemeente Franekeradeel;[3]
- de gemeenten Gaasterland en Sloten: samenvoeging tot een nieuwe gemeente Gaasterland;[3][5]
- de gemeenten Baarderadeel en Hennaarderadeel: samenvoeging tot een nieuwe gemeente Littenseradeel;[3][6]
- de gemeenten Hemelumer Oldeferd, Hindeloopen, Stavoren en Workum: samenvoeging tot een nieuwe gemeente Nijefurd;[3]
- de gemeenten Doniawerstal en Haskerland: samenvoeging tot een nieuwe gemeente Scharsterland;[3][7]
- de gemeenten IJlst en Wymbritseradeel: samenvoeging tot een nieuwe gemeente Wymbritseradeel;[3][8]
- de gemeente het Bildt: bij de gemeentelijke herindeling van Friesland werden tevens zodanige grenswijzigingen doorgevoerd met deze gemeente dat tussentijdse verkiezingen noodzakelijk geworden waren.

## Verkiezingen op 2 november 1983
- de gemeenten Druten en Horssen: samenvoeging tot een nieuwe gemeente Druten;[9]
- de gemeenten Appeltern, Dreumel en Wamel: samenvoeging tot een nieuwe gemeente Wamel;[9][10]
- de gemeenten Batenburg, Bergharen en Wijchen: samenvoeging tot een nieuwe gemeente Wijchen.[9]

Door deze herindelingen en instellingen daalde het aantal gemeenten in Nederland per 1 januari 1984 van 773 naar 749.